# Bebauungsplan (Informationstechnik)
Ähnlich wie der Bebauungsplan in der Stadtentwicklung die aktuelle Flächennutzung dokumentiert und die zukünftige Flächennutzung festlegt, werden in einem IT-Bebauungsplan die aktuelle und zukünftig einzusetzende IT-Infrastruktur und Anwendungssoftware eines Unternehmens zur Unterstützung seiner Geschäftsprozesse dokumentiert bzw. festgelegt (vgl.).

## Übersicht
Ein Bebauungsplan ist ein zentraler Leitfaden für die an der Errichtung und Instandhaltung der IT-Architektur beteiligten Personen und Organisationseinheiten. Er stellt sicher, dass sich die Entwicklung der Anwendungssoftware und der IT-Infrastruktur am Bedarf der Anwender und der Kunden eines Unternehmens orientiert. Ein Bebauungsplan ist somit ein wichtiges Instrument zum Management der Unternehmensarchitektur (Enterprise Architecture Management).
Grundlage für einen IT-Bebauungsplan ist eine Ist-Aufnahme der Geschäftsprozesse, der Geschäftsobjekte, der Anwendungslandschaft und der IT-Infrastruktur eines Unternehmens sowie deren Beziehungen untereinander. Ausgehend vom Ist-Bebauungsplan wird unter Berücksichtigung strategischer Vorgaben ein Ziel-Bebauungsplan entwickelt. Aus dem Delta zwischen Ist- und Ziel-Bebauungsplan werden Maßnahmen und Vorhaben abgeleitet, die zur Erreichung des gewünschten Zielzustandes notwendig sind.
Einmal erhoben, wird der Ist-Bebauungsplan i. d. R. kontinuierlich aktuell gehalten. Der Planungshorizont für den Ziel-Bebauungsplan erstreckt sich über ca. 5 Jahre (Mittelfristplanung). Der Ziel-Bebauungsplan wird in einem rollenden Prozess einmal oder mehrmals pro Jahr überarbeitet, so dass für die unmittelbar folgenden Jahre zunehmend genauere Aussagen gemacht werden können.
Die aus der Bebauungsplanung abgeleiteten Maßnahmen und Vorhaben werden samt ihren Abhängigkeiten in eine zeitliche Abfolge gebracht. Die so entstehende Roadmap ist wiederum Input für das Projektportfoliomanagement des Unternehmens.

## Visualisierung

Schematischer Bebauungsplan (Ausschnitt)

IT-Bebauungspläne zur Verdeutlichung der Unternehmensarchitektur stellen die gesamte Anwendungssoftware eines Unternehmens oder eines Unternehmensteils in Bezug zu Geschäftsprozessen, Geschäftsobjekten oder Organisationseinheiten dar. Die klassische Visualisierung zeigt eine Matrix, die alle Anwendungen einerseits den Geschäftsprozessen und andererseits den Organisationseinheiten zuordnet (siehe Bild).
Um zu dokumentieren, welche Geschäftsobjekte von welchen Anwendungen verarbeitet werden, werden Informationsflussdiagramme zur Visualisierung eingesetzt.
Zur Veranschaulichung der IT-Infrastruktur wird häufig visualisiert, welche Anwendungen welche IT-Infrastruktur nutzen.
Die grafische Darstellung der IT-Bebauungspläne wird durch Werkzeuge zum Management der Unternehmensarchitektur unterstützt. Viele Unternehmen nutzen aber auch herkömmliche Grafik-Werkzeuge, um IT-Bebauungspläne zu zeichnen.